# Calamus scabrispathus
Calamus scabrispathus är en enhjärtbladig växtart som beskrevs av Odoardo Beccari. Calamus scabrispathus ingår i släktet Calamus och familjen Arecaceae. Inga underarter finns listade i Catalogue of Life.